# 제시카 토비
제시카 토비(Jessica Tovey, 1987년 11월 10일 ~ )는 오스트레일리아의 배우이다.

## 출연 작품

### 영화
- 투 마더스 (2013) 메리 역

### 텔레비전
- 샌디베이의 악동들 (2005)
- 홈 앤 어웨이 (2006-09)
- 댄스 아카데미 (2012)